# Mount Friesland

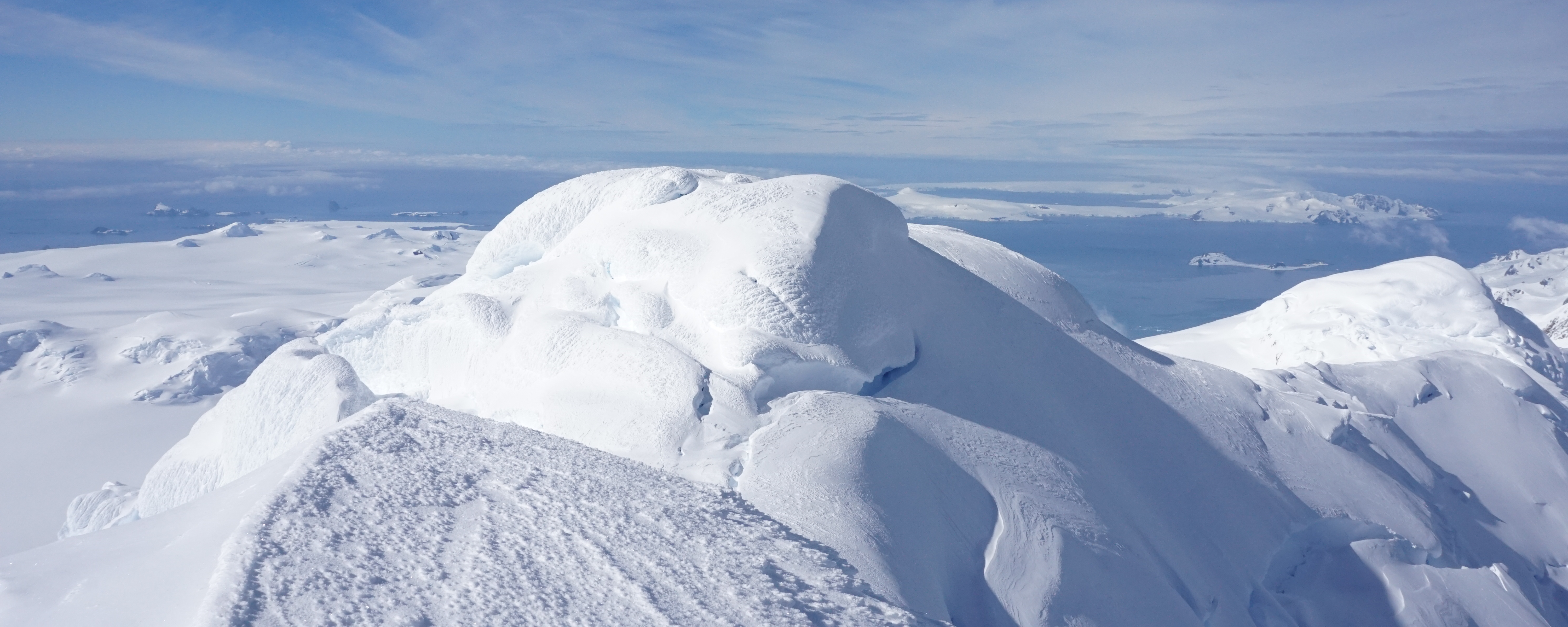
Mount Friesland (2016)

Mount Friesland – szczyt w Tangra Mountains na Wyspie Livingstona, najwyższy szczyt pasma, a zarazem najwyższy szczyt wyspy.

## Nazwa
Znany XIX-wiecznym łowcom fok operującym na wyspie jako Peak of Frezeland, Fris Land Peak, Friezland Peack, Friezland Peak, Peak of Friezland, Mount Freesland, Friezland Pik, Freezlands Pik czy Friesland Peak . Nazwa pochodziła od początkowej nazwy wyspy – Frieseland . 
Na początku XX w. szczyt nazywany był również błędnie imieniem kapitana Charles’a H. Barnarda, kapitana statku „Charity”, który brał udział w ekspedycji na Szetlandy Południowe w latach 1820–1821 . Na cześć kapitana Bernarda James Weddell (1787–1834) nazwał w 1825 roku inny szczyt  – Barnard’s Peak . Po zmapowaniu obszaru w latach 1957–1959 przywrócono nazwę Mount Friesland, Barnard’s Peak został przemianowany na Needle Peak, a imieniem Barnarda nazwano Barnard Point .

## Geografia
Mount Friesland leży na północny wschód od False Bay w Tangra Mountains – pasmie górskim biegnącym wzdłuż południowo-wschodniego wybrzeża wyspy, od Barnard Point do Renier Point . Wznosi się na wysokość 1700 m n.p.m. i jest najwyższym szczytem Tangra Mountains, a zarazem najwyższym wzniesieniem wyspy  . Jego wybitność wynosi 1700 m . 

## Historia
Szczyt znany był XIX-wiecznym amerykańskim i brytyjskim łowcom fok operującym na wyspie .
Obszar został sfotografowany z powietrza przez uczestników Falkland Islands and Dependencies Aerial Survey Expedition (FIDASE) w latach 1956–1957 i następnie zbadany z lądu przez Falkland Islands Dependencies Survey (FIDS) w latach 1957–1959 .
Szczyt po raz pierwszy został zdobyty w grudniu 1991 roku przez dwóch wspinaczy katalońskich z hiszpańskiej stacji badawczej Juan Carlos I – Francesca Sàbata i Jorge Enrique. Kolejne wyprawy zdobyły szczyt w 2003 roku – australijsko-chilijska, oraz w 2004 i 2016 roku – bułgarska  . 